# René Godefroy, sieur de Linctot
René Godefroy, sieur de Linctot de Tonnancour était un habitant canadien qui s'est établi dans la région de Trempealeau dans le Wisconsin. Il était d'une famille canadienne éminente.
En 1718, un poste fut fondé dans la baie Chequamegon par Jean-Paul Le Gardeur, sieur de Saint-Pierre, avec Godefroy de Linctot comme second en commande.  Un établissement de commerçants canadiens était déjà établi dans la région de La Baye, au Wisconsin. En 1731, à la fin des guerres avec les Renards, les Canadiens, sous le commandement de Godefroy, sont retournés à Trempealeau, et ils y ont fondé un autre poste de traite. En 1732, le poste de La Baye fut reconstruit sous le commandement de Nicolas-Antoine Coulon de Villiers. Godefroy, avec une compagnie de commerçants de fourrures, reconstruit le poste au lac Pépin.